# Speyeria artonis
Speyeria artonis är en fjärilsart som beskrevs av Edwards 1882. Speyeria artonis ingår i släktet Speyeria och familjen praktfjärilar. Inga underarter finns listade i Catalogue of Life.